# Degerfors (comune)
Degerfors è un comune svedese di 9 655 abitanti, situato nella contea di Örebro. Il suo capoluogo è la cittadina omonima.

## Località
Nel territorio comunale sono comprese le seguenti aree urbane (tätort):
- Åtorp
- Degerfors
- Svartå

## Amministrazione

### Gemellaggi
- Oedheim
- Distretto di Ventspils